# 善通寺村
善通寺村（ぜんつうじむら）は、香川県仲多度郡にあった村。

## 歴史
- 1890年2月15日 - 町村制施行に伴い、多度郡善通寺村が発足。
- 1899年4月1日 - 多度郡が那珂郡と合併し、仲多度郡となる。
- 1901年11月3日 - 仲多度郡吉田村、麻野村と合併し町制施行し、善通寺町となり消滅。

## 出身有名人
- 空海
- 真雅
- 佐伯田公
- 実慧